# Дзюба Дмитро Володимирович
Дмитро Володимирович Дзюба (1982 — 2022) — український військовослужбовець, учасник російсько-української війни, кавалер ордена За мужність III ступеня.

## Життєпис
Народився 1982 року. Після початку повномасштабного вторгнення разом з сім'єю переїхав до Попівської сільської громади, що на Конотопщині, у червні 2022 пішов захищати Україну.
Загинув 2 жовтня 2022. Поховали солдата у селі Жолдаки.
Без Дмитра лишилась дружина.

## Нагороди
- Орден «За мужність» III ступеня[2].